# Tordylium maximum

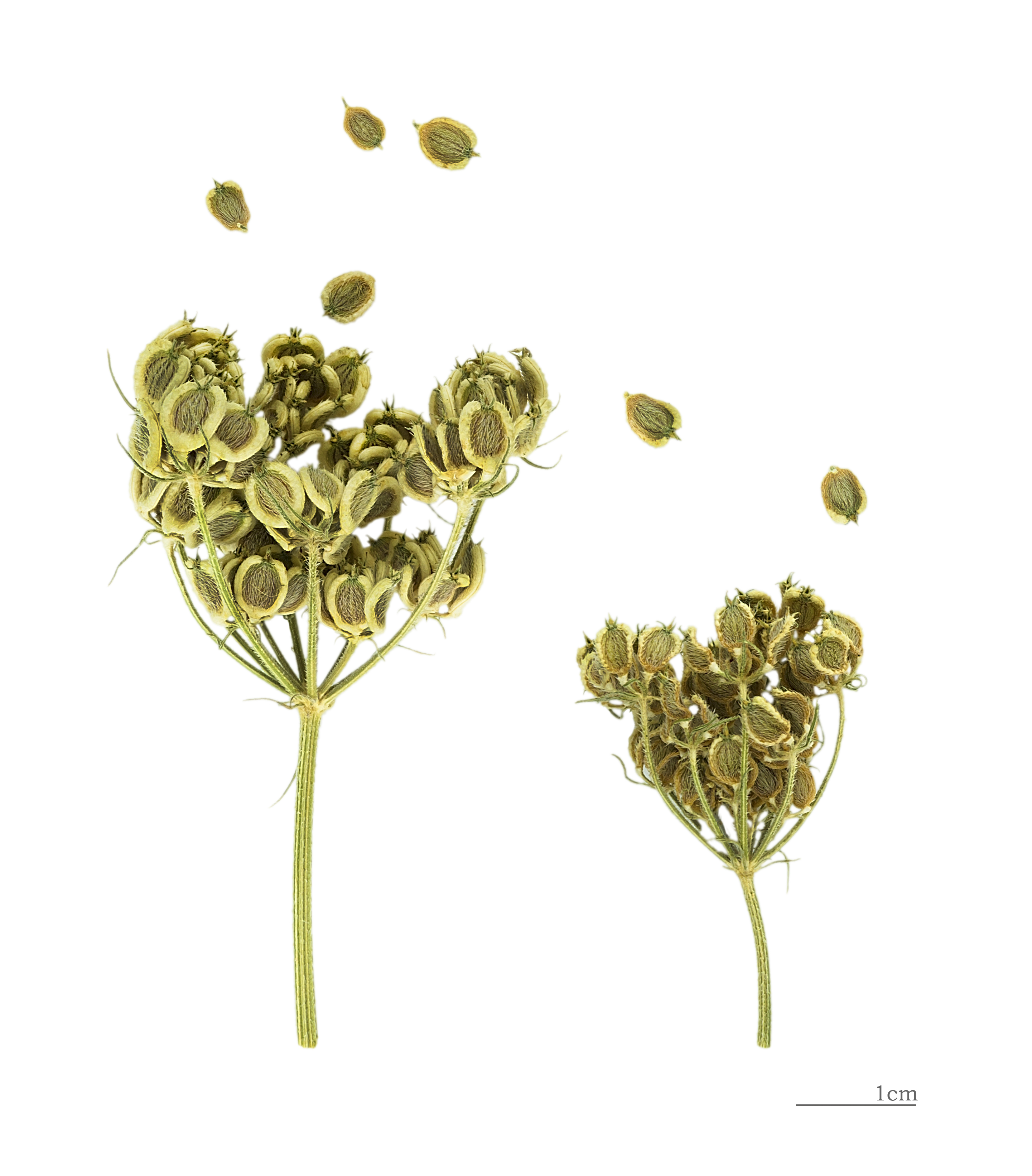
Frutos y semillas

El tordillo o tordilio (Tordylium maximum) es una planta herbácea de la familia de las umbelíferas.

## Descripción
Hierba anual, de 1 m de altura, ramificada y con muchos tallos desde la base, derecha, pero con tallos rastreros, hirsuta o áspera en todas sus partes, de tal modo que se pega a la ropa al rozarla. Flores en umbelas de 5-8 radios, quizá más, y otras umbelas pequeñas con 5-8 o más flores. En la base de los radios primarios hay unas brácteas u hojitas lineares y puntiagudas, en algunas umbelas ausentes, y en las umbelas secundarias también hay bracteolas apuntadas. Radios, brácteas y bracteolas con pelos ásperos. Flor blanca, a veces con puntitos rosas en el dorso, de 2,5-3 mm de diámetro, con 5 pétalos, las exteriores con 2 pétalos bastante más grandes que el resto, 5 estambres con antera amarilla. Pétalos con 2 lóbulos redondeados y un rebaje profundo entre ambos, prolongado en una pequeña lengüeta hacia el interior del fruto. Fruto como una medalla, redondeado y aplastado, de 8 mm de diámetro, con una corona amarillenta engrosada y con bultitos, muy áspero por sus pelos rígidos, conserva los sépalos. Hojas pinnadas, foliolo terminal largo y lanceolado, bordes dentados o lobulados, ovales o lanceolados, algunas basales llegan a los 15 cm de longitud, la base del peciolo ensanchada y semiabrazadora, ásperas y olorosas. Tallos rígidos, prismáticos o asurcados, a veces se retuercen, ásperos, con pelos rígidos, inclinados hacia abajo. Raíz dura y profunda.

## Distribución y hábitat
En el sur y en el  sur del centro de Europa. Introducida en Bélgica, Alemania y Suiza. Crece junto a otras umbelíferas, en terrenos secos y soleados, en parcelas y viñas cultivadas, en bordes de caminos y carreteras, incluso en lugares incultos. Florece a finales de primavera y en verano.

## Importancia económica y cultural

### Usos
Tiene algunas aplicaciones medicinales: los frutos son buenos para eliminar gases, las raíces para aliviar los catarros y las hojas son aromáticas.